# Polylepis racemosa
Polylepis racemosa es una especie de planta perteneciente a la familia de las rosáceas. Es un endemismo de Perú y Bolivia e introducida en Ecuador donde se encuentra en el bosque húmedo de montaña.  Está considerada en peligro de extinción por la pérdida de hábitat.

## Distribución y hábitat
Esta es una especie variable que se encuentra en zonas restringidas desde el norte de Perú hasta el noroeste de Bolivia. En Huánuco, por lo general por encima de 3200 m de altura. Esta especie es de crecimiento rápido, es más ecológica y se adapta mejor que otras especies del género y un candidato prometedor para la reforestación y la agrosilvicultura.

## Taxonomía
Polylepis racemosa fue descrita por Ruiz & Pavón y publicado en Systema Vegetabilium Florae Peruvianae et Chilensis 139, en el año 1798.
Sinonimia
- Polylepis incana var. connectens Bitter
- Polylepis incana subsp. icosandra Bitter
- Polylepis incana subsp. micranthera Bitter
- Polylepis incana var. primovestita Bitter
- Polylepis villosa Kunth[3]